# Šachar
Šachar (hebrejsky שַׁחַר‎, doslova „Úsvit“,v oficiálním přepisu do angličtiny Shahar) je vesnice typu mošav v Izraeli, v Jižním distriktu, v Oblastní radě Lachiš.

## Geografie
Leží v nadmořské výšce 108 metrů v pobřežní nížině, v regionu Šefela. Východně od obce protéká vodní tok Lachiš.
Obec se nachází 17 kilometrů od břehu Středozemního moře, cca 51 kilometrů jižně od centra Tel Avivu, cca 51 kilometrů jihozápadně od historického jádra Jeruzalému a 4 kilometry západně od města Kirjat Gat. Šachar obývají Židé, přičemž osídlení v tomto regionu je etnicky převážně židovské.
Šachar je na dopravní síť napojen pomocí lokální silnice číslo 3413, jež západně od vesnice ústí do lokální silnice číslo 352.

## Dějiny
Šachar byl založen v roce 1955. Šlo o součást jednotně koncipované sídelní sítě budované v regionu Chevel Lachiš po vzniku státu Izrael. Zakladateli mošavu byli Židé ze severní Afriky a Indie. Místní ekonomika je založena na zemědělství (pěstování polních plodin, révy, sadovnictví, a skleníkové pěstování květin). Funguje tu obchod se smíšeným zbožím
Vesnice je situovaná poblíž arabské vesnice al-Faludža, která byla roku 1948 během války za nezávislost vysídlena.

## Demografie
Podle údajů z roku 2014 tvořili naprostou většinu obyvatel v Šachar Židé (včetně statistické kategorie "ostatní", která zahrnuje nearabské obyvatele židovského původu ale bez formální příslušnosti k židovskému náboženství).
Jde o menší obec vesnického typu s dlouhodobě rostoucí populací. K 31. prosinci 2014 zde žilo 808 lidí. Během roku 2014 populace stoupla o 1,0 %.
| Rok            | 1961 | 1972 | 1983 | 1995 | 2001 | 2003 | 2004 | 2005 | 2006 | 2007 | 2008 | 2009 | 2010 | 2011 | 2012 | 2013 | 2014 |
| -------------- | ---- | ---- | ---- | ---- | ---- | ---- | ---- | ---- | ---- | ---- | ---- | ---- | ---- | ---- | ---- | ---- | ---- |
| Počet obyvatel | 355  | 396  | 415  | 391  | 452  | 475  | 485  | 507  | 508  | 526  | 537  | 738  | 757  | 771  | 773  | 800  | 808  |